# 巴西半下口鯰
巴西半下口鯰，為輻鰭魚綱鯰形目甲鯰科的其中一種，為熱帶淡水魚，分布於南美洲巴西東南部Pereque-Acu與Taquari河流域，體長可達10.5公分，棲息在高海拔溪流底層水域，生活習性不明。

## 扩展阅读
維基物種上的相關：巴西半下口鯰